# Johannes Cluto
Johannes (Jan) Cluto (Cluton) (* um 1600 in Emden; † 6. Dezember 1658 ebenda) war ein deutscher Universitätsdozent und Ratsherr.

## Leben und Wirken in Franeker
Gemäß einem Eintrag in der Matrikel der Universität Leiden am 30. September 1620 wurde Cluto um 1600 geboren. Er ging vermutlich in seinem Geburtsort Emden zur Schule. Sein Eintrag als Erstsemester an der Theologischen Fakultät des Bremer Gymnasium illustre datiert auf den 21. Oktober 1619. Bei einem „stud. phil. Johannes Cluto“, den die ostfriesische Studentenverbindung von Groningen mit Eintrag vom 1. Oktober 1611 führt, handelte es sich offensichtlich um ein anderes Familienmitglied.
Von der Universität Leiden wechselte Cluto laut Matrikel zum 24. August 1623 als Theologiestudent nach Franeker. Gemäß einer Quelle besuchte er 1620 die Universität Königsberg. Eine Person dieses Namens immatrikulierte sich dort 10. Juli 1620, wo das Semester jedoch, wenig später, am 6. August abschloss. Der hier beschriebene Cluto schrieb sich hingegen am 30. September 1620 an der Leidener Universität ein. Der Matrikeleintrag in Königsberg ist daher höchstwahrscheinlich einer anderen Person zuzuschreiben. In Franeker hörte Cluto bei Amesius und insbesondere bei Maccovius. Wahrscheinlich besuchte er auch Vorlesungen von Schotanus. Maccovius unterzog ihn 1624 und 1625 jeweils zwei Mal Disputationen und promovierte ihn am 14. März 1633 zum Doktor der Theologie. Das Datum der Promotion ist nicht exakt geklärt. Eine Quelle führt hierfür den 14. Mai 1634 an, eine andere Quelle bezeichnet ihn unter demselben Tag als  „Disp. theol. inaug., Promotor Maccovius (nicht nachgewiesen)“. Emo Lucius Vriemoet notierte: „Anno 1633 dies XIV. Martii creatus S. Theol. Doctor, publice et solemniter in Templo Acad…“ Cluto hielt demgemäß wahrscheinlich am 14. Mai 1634 seine Antrittsrede als Privatdozent. Andere Autoren bezeichnen ihn von 1634 bis 1636 als ebensolchen. Dies würde übereinstimmen mit Quellen, nach denen er sich 1633 nach der Promotion kurzzeitig nicht in Franeker aufhielt.
Der Akademische Senat und die Kuratoren der Fakultät beauftragten Cluto ab 1634, öffentliche Disputationen und Privatvorlesungen abzuhalten, die jungen Studenten Übungsmöglichkeiten boten. Daraus entstand im April 1636 die „Ideae theologiae disputatio I-XLV“, die 45 Disputationen umfasste. Im Dezember 1636 erschien hiervon ein Nachdruck. Cluto ergänzte das Werk um weitere Disputation, die 1636 als „Idea S. theologiae exemplar sanorum…“ in den Druck gingen. 1656 kam es zu einer zweiten Auflage des Buches.
Die Universität Franeker berief Cluto im Dezember 1636 auf ein Extraordinariat der Theologie. Am 15. März 1637 bot sie ihm ein Ehrensold von 400 Gulden an. Da Cluto das Angebot nicht sofort annahm, erhöhte die Universität das Angebot am 23. August um weitere 1 400 Gulden, konnte ihn jedoch nicht überzeugen. Warum er kein Ordinariat bekam, ist nicht bekannt. Der Widmung der „Ideae theologiae disputatio I-XLV“ ist zu entnehmen, dass er sich offenbar große Chancen hierfür ausgerechnet hatte. Als er 1633 nach Franeker zurückgekommen war, hatte er bereits einem Sohn von Johannes Saeckmas geschrieben, dass man ihm Hoffnung gemacht habe. Da diese sich nicht erfüllten, kehrte Cluto 1637 aus Enttäuschung zurück nach Emden.

## Wechsel nach Emden
Emo Lucius Vriemoet schätzte es mehr als 100 Jahre, nachdem Cluto Franeker verlassen hatte, als Fehler ein, dass es der Universität nicht gelungen sei, ihn zum Bleiben zu bewegen. Vriemont bezeichnete ihn als kleinen, gut gebildeten Mann mit exaktem Wissen, jugendlich und mit großen Ambitionen. Einem Brief des Professors Menelaus Winsemius an Saeckma vom 11. Juli 1636 ist zu entnehmen, dass Cluto hohes Ansehen unter Professoren und Studenten genoss. Die Studenten setzten sich dafür ein, dass er eine Professur erhielt. Ein weiterer Grund für Clutos Wechsel nach Emden könnte auch gewesen sein, dass er hier besser bezahlt wurde. Diese Vermutung basiert auf der Tatsache, dass Cluto dort bereits 1638 gegen Michael Walther „Schlechte und gerechte Erläuterungen…“ schrieb, die 747 Seiten umfassten und weite Verbreitung fanden. Walther hatte hier zuvor als Theologe gewirkt und war 1626 in das wenige Kilometer nordöstlich gelegenen Aurich gewechselt.
Walther schrieb an seinem Wirkungsort Aurich eine neue Kirchenordnung und verfügte, dass lutherische Gemeinden erstmals visitiert werden sollten. Er stritt dauerhaft mit Reformierten und wollte diesen nicht die im Emdener Konkordat festgehaltene Zugehörigkeit zur Augsburgischen Konfession zugestehen. Auch in der Gemeinde Völlen herrschten über Jahrzehnte Auseinandersetzungen zwischen Reformierten und Lutheranern. Hier eskalierte der Konflikt, woraufhin die Gemeinde Walther um eine Schrift bat, die dieser 1632 über die Abendmahlsfrage vollendete. Darin erläuterte er, wie die Worte der Einsetzung zu verstehen seien. Cluto antwortete darauf mit einem Werk von 1638 und erklärte darin, dass diese Worte in ihrer uneigentlichen, verblümten (bildlichen) Bedeutung ausgelegt werden müssten. Walther antwortete hierauf 1641 mit einer weiteren Abhandlung. Danach wurde der Streit nicht mehr weiter öffentlich ausgetragen.
Cluto übernahm in Emden mehrere Ehrenämter. 1642 trat er in das Vierziger Kollegium ein. Von 1646 bis Lebensende war er Ratsherr und als solcher von 1649 bis 1653 Munitions- und Artillerie-Meister der Stadt.
Cluto war seit dem April 1641 verheiratet mit Sarcke Nyenborchs. Das Paar hatte eine Pflegetochter namens  Gertje Mennen.